# Puerto Quetzal
Puerto Quetzal är en hamn i Guatemala.   Den ligger i departementet Departamento de Escuintla, i den södra delen av landet, 90 km söder om huvudstaden Guatemala City. Puerto Quetzal ligger 1 meter över havet.  Närmaste större samhälle är Puerto San José, 3,8 km väster om Puerto Quetzal. 